# Marjan Ackermans-Thomas
Marjan Ackermans-Thomas (Beverwijk, 5 de abril de 1942) é uma ex-pentatleta holandesa. Ela competiu nos Jogos Olímpicos de Verão de 1968 e terminou em 17º lugar.

## Desempenho na Olimpíada de 1968
Na Olimpíada de 1968, Marjan competiu no pentatlo feminino. Esta modalidade foi composta por cinco provas (em pista e campo), com um sistema de pontos que concedia pontuações mais altas
para os melhores resultados em cada um dos cinco componentes. As cinco contagens dos eventos eram somados para dar a pontuação total. Entre 15 e 16 de outubro, 32 atletas de 24 países competiram nessa modalidade, sendo que a melhor marca na competição foi da alemã 
Ingrid Becker que atingiu 5098 no total de pontos.
A tabela abaixo mostra o desempenho de Marjan em cada uma das provas do pentatlo (Olimpíada de 1968).
| Posição | Atleta                  | Total de pontos | 80 metros com barreiras | Arremesso de peso  | Salto em altura   | Salto em distância | 200 metros rasos  |
| ------- | ----------------------- | --------------- | ----------------------- | ------------------ | ----------------- | ------------------ | ----------------- |
| 17      | Marjan Ackermans-Thomas | 4650            | 11.5 m 963 pontos       | 12.62 m 896 pontos | 1.65 m 996 pontos | 5.65 m 908 pontos  | 25.5 s 887 pontos |